# 林権助
林 権助（はやし ごんすけ、旧字体：林 權助、安政7/万延元年3月2日〈1860年3月23日〉 - 昭和14年〈1939年〉6月27日）は、日本の明治・大正期の外交官。初代関東長官。位階・勲等・爵位は従一位勲一等男爵。会津藩出身。林又一郎は父。会津藩大砲隊長・林権助安定は祖父。

## 経歴

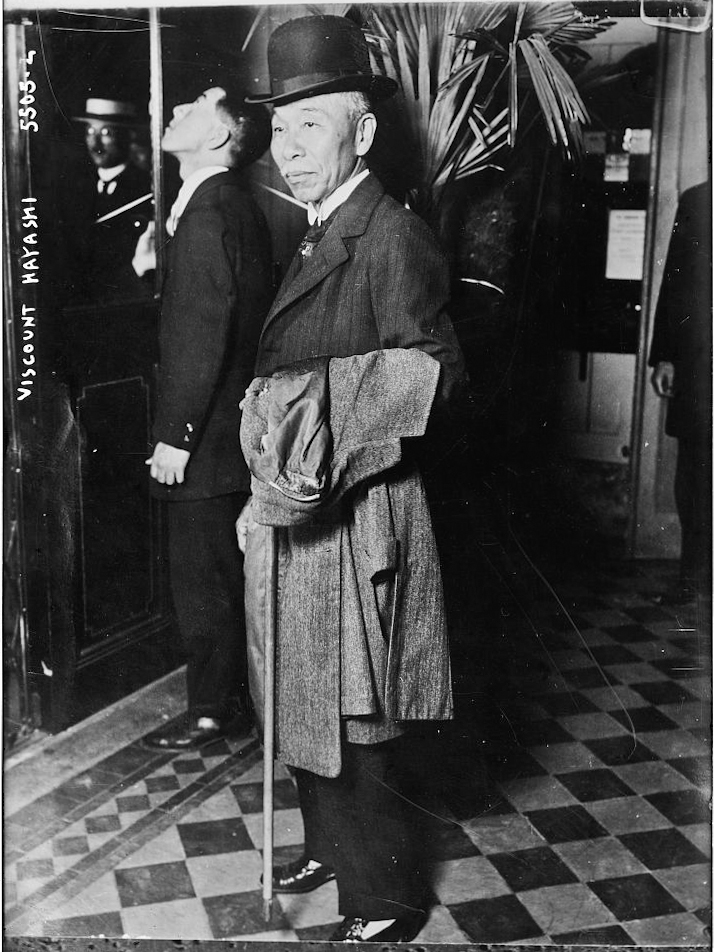
林権助

慶応3年（1867年）に藩校・日新館に入る。翌年の鳥羽・伏見の戦いで祖父と父が戦死したため、林家（550石）の家督と祖父の名「権助」を継ぎ、幼い身ながら会津戦争においては若松城に籠城して新政府軍と戦った。
その後、林家は藩の移封に従い斗南藩に移ったが、その生活は貧窮を極めた。そこへ、会津・薩摩両藩が公武合体派として京都警固の任に当たっていた当時、祖父の林権助安定と共に働いた薩摩藩士であった陸軍少佐児玉実文が、旧友の遺族の困窮ぶりを知り、林家への支援を申し出たことから、権助は東京の児玉の庇護の下で勉学に励むことになった。児玉が権助を連れて鹿児島に帰省する途上では西南戦争が勃発し、権助は同戦争の様子を直接見聞する機会を得た。
児玉の死後には、権助が児玉の遺児を経済的に支援し、児玉への恩に報いた。

### 外交官へ
大学予備門から東京帝国大学を経て、明治20年（1887年）7月19日に外務省に入省（交際官試補）。仁川・上海領事を歴任後、英国と清国に首席書記官として赴任した。駐英公使加藤高明はその才能を高く評価し、また権助の社交的な性格は英国や清国の要人に人脈を形成するのに役立った。なお、戊戌政変の際には清国政府に追われた梁啓超を匿って日本へ亡命させるために奔走したとされる。明治31年（1898年）12月には本省の通商局長に抜擢された。

### 日韓協約
明治32年（1899年）6月に駐韓公使に就任。対韓・対露強硬外交を推進し、その後の日韓併合への足がかりを作ったことで知られる。すなわち、日露戦争中に韓国政府に迫って日韓議定書を調印させ、続く第一次日韓協約・第二次日韓協約はともに彼の主導の下に締結された。以後、韓国は日本の保護下に置かれることになった。その勲功により、明治40年（1907年）11月4日に男爵に叙せられた。さらに、明治43年（1910年）に日韓併合が実現されると、彼は桂太郎・小村寿太郎とともに併合の「三人男」と評価された。なお、この間の明治39年（1906年）6月には駐清公使、明治41年（1908年）6月には駐伊大使に任ぜられている。

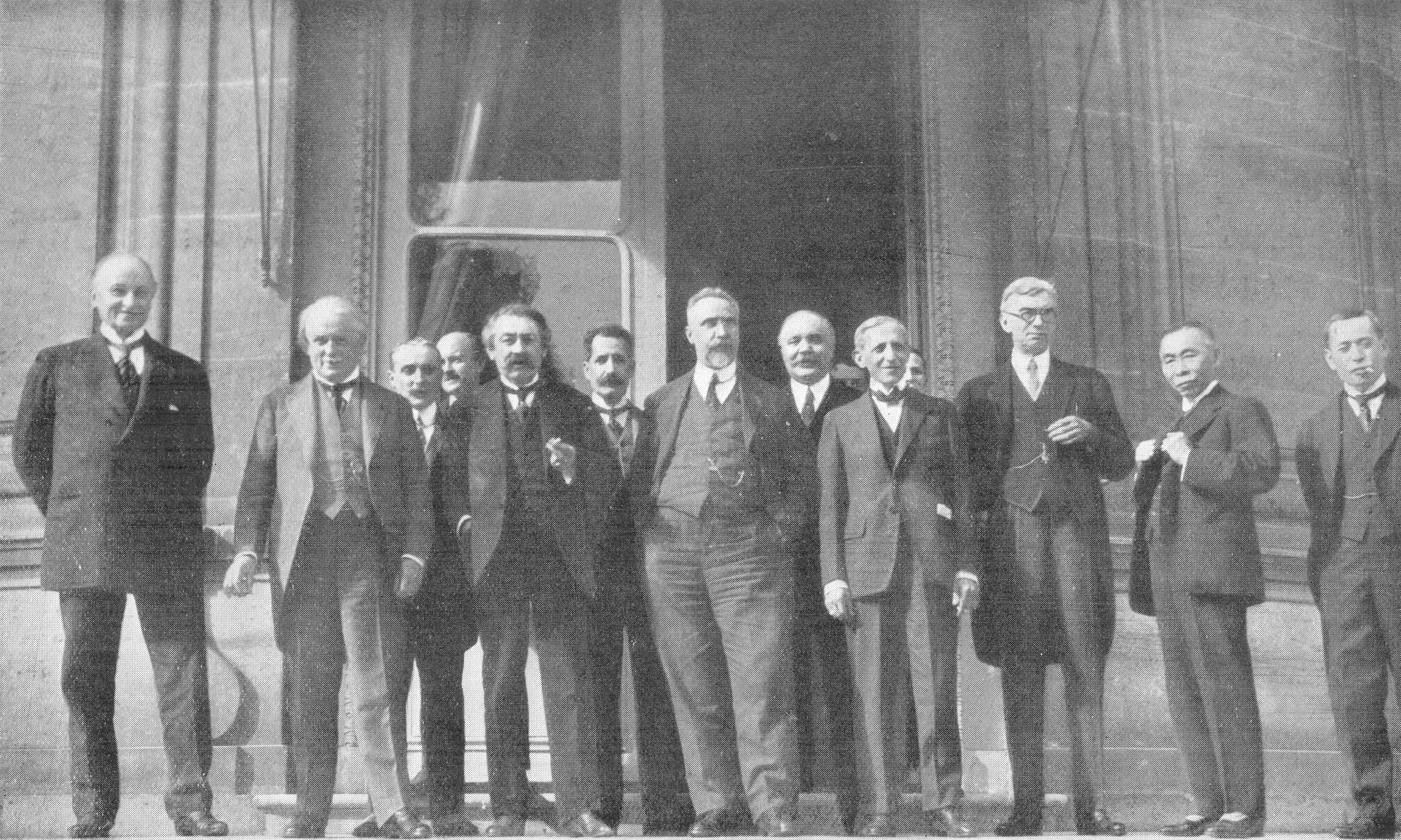
1921年9月の連合軍最高戦争会議。左からイギリスのカーゾン侯爵、ロイド・ジョージ、フランスのブリアン、イタリアのボノーミ、デッラ・トッリッタ侯爵、アメリカのハーヴェイ、日本の林権助男爵と石井菊次郎子爵

大正5年（1916年）に権助は駐支公使に任ぜられ、特に親任官の待遇を賜った。間島問題や辰丸事件の解決にあたった他、鄭家屯事件においては日本軍の過度な軍事介入に反対する進言を行い、張勲復辟事件に際しては段祺瑞の張勲討伐を秘かに支援することで、日本の利益を損なわない形での中国情勢の安定化を目指した。大正8年（1919年）に関東長官に任命されるが、翌大正9年（1920年）には駐英大使に任ぜられ、皇太子裕仁親王の欧州訪問途上イギリス訪問を迎えた。さらに大正10年（1921年）にスイスのジュネーヴで開催された国際連盟総会及び近東平和会議において日本代表を務めた。

### 晩年
大正14年（1925年）9月に駐英大使を免ぜられるも、そのまま英国に滞在し、宮内省御用掛として同年7月より英国留学中であった秩父宮雍仁親王付を命じられた。しかし、翌年の大正天皇危篤に伴って秩父宮は急遽帰国、そのまま留学は中止となり、昭和2年（1927年）6月に御用掛を免ぜられ帰国した。昭和3年（1928年）6月に張作霖爆殺事件が勃発し、12月29日に張学良が易幟を発表すると、張の説得に派遣された。昭和4年（1929年）4月、宮内省式部長官に就任。
昭和9年（1934年）5月に秩父宮の満州国差遣に随行、7月には枢密顧問官に任ぜられた。昭和11年（1936年）5月には枢密顧問官を構成員に含む宮内省宗秩寮審議官に任ぜられていたが、昭和14年（1939年）6月に80歳で死去。
墓所は青山霊園。会津会の会員であり、また稚松会の賛助員でもあった。

## 栄典
位階
- 1890年（明治23年）7月29日 - 正七位[6]
- 1891年（明治24年）12月21日 - 従六位[6][7]
- 1896年（明治29年）10月30日 - 正六位[6]
- 1899年（明治32年）2月20日 - 正五位[6]
- 1902年（明治35年）3月31日 - 従四位[6]
- 1908年（明治41年）2月21日 - 正四位[6][8]
- 1911年（明治44年）3月20日 - 従三位[6][9]
- 1916年（大正5年）3月31日 - 正三位[6]
- 1923年（大正12年）5月10日 - 従二位[6][10]
- 1934年（昭和9年）8月15日 - 正二位[6]
- 1939年（昭和14年）6月27日 - 従一位[6]（正二位勲一等男爵林権助）[2]

爵位
- 1907年（明治40年）11月4日 - 男爵[6]

勲章等
| 受章年                     | 略綬 | 勲章名                 | 備考 |
| -------------------------- | ---- | ---------------------- | ---- |
| 1898年（明治31年）7月13日  |      | 勲五等双光旭日章       |      |
| 1899年（明治32年）12月27日 |      | 勲四等瑞宝章           |      |
| 1902年（明治35年）12月28日 |      | 勲三等旭日中綬章       |      |
| 1906年（明治39年）4月1日   |      | 勲一等旭日大綬章       |      |
| 1906年（明治39年）4月1日   |      | 明治三十七八年従軍記章 |      |
| 1912年（大正元年）8月1日   |      | 韓国併合記念章         |      |
| 1915年（大正4年）11月1日   |      | 大礼記念章（大正）     |      |
| 1916年（大正5年）4月1日    |      | 大正三四年従軍記章     |      |
| 1920年（大正9年）11月1日   |      | 金杯一組               |      |
| 1928年（昭和3年）11月10日  |      | 旭日桐花大綬章         |      |
| 1928年（昭和3年）11月10日  |      | 大礼記念章（昭和）     |      |
| 1929年（昭和4年）1月15日   |      | 御紋付銀杯             |      |
| 1939年（昭和14年）1月16日  |      | 御紋付銀盃             |      |

外国勲章佩用允許
| 受章年                     | 国籍         | 略綬 | 勲章名                                         | 備考 |
| -------------------------- | ------------ | ---- | ---------------------------------------------- | ---- |
| 1903年（明治36年）1月29日  | 大韓帝国     |      | 聖寿五十年称慶記念章                           |      |
| 1904年（明治37年）5月7日   | 大韓帝国     |      | 勲一等太極大綬章                               |      |
| 1907年（明治40年）2月9日   | 大清帝国     |      | 頭等第三双竜宝星                               |      |
| 1909年（明治42年）12月18日 | イタリア王国 |      | サンモーリスエラザル第一等勲章                 |      |
| 1916年（大正7年）12月24日  | 支那共和国   |      | 一等宝光嘉禾章                                 |      |
| 1923年（大正14年）10月1日  | イギリス帝国 |      | 聖マイケル・聖ジョージ勲章ナイトグランドクロス |      |
| 1931年（昭和6年）4月28日   | シャム王国   |      | レレファンブラン勲章グランクロア               |      |
| 1934年（昭和9年）3月1日    | 満洲帝国     |      | 大満洲国建国功労章                             |      |
| 1934年（昭和9年）12月28日  | ベルギー王国 |      | レオポール勲章グランクロア                     |      |
| 1935年（昭和10年）9月21日  | 満洲帝国     |      | 満洲帝国皇帝訪日記念章                         |      |
| 1937年（昭和12年）2月9日   | 満洲帝国     |      | 勲一位龍光大綬章                               |      |
| 1938年（昭和13年）6月28日  | 満洲帝国     |      | 銀製花瓶一個                                   |      |

## 著書
- 『林権助述 わが七十年を語る』 - 国立国会図書館デジタルコレクション - 第一書房、1935年（昭和10年）4月7日、2023年4月22日閲覧
- 改訂版『極東動乱 出先外交経験秘話―葛藤するロシア、中国、韓国、日本』書肆心水、2022年

## 親族

林一家

- 林安 - 長男。1921年（大正10年）の外交官及領事官試験に合格して外交官となった[17]。
- 岡本武三 - 長女の夫。駐イラン公使。